# Nastassja Mirontschyk-Iwanowa
Nastassja Sjarhejeuna Mirontschyk-Iwanowa (belarussisch Настасся Сяргееўна Мірончык-Іванова, engl. Transkription Nastassia Mironchyk-Ivanova; * 13. April 1989 in Sluzk, BSSR, Sowjetunion als Nastassja Mirontschyk) ist eine belarussische Leichtathletin, die sich auf den Weitsprung spezialisiert hat, zu Beginn ihrer Karriere aber auch im Dreisprung an den Start ging.
Nach den Wahlen im Jahr 2024 wurde Mirontschyk-Iwanowa Abgeordnete des Repräsentantenhauses von Belarus.

## Sportliche Laufbahn
Erste internationale Erfahrungen sammelte Nastassja Mirontschyk-Iwanowa im Jahr 2005, als sie bei den Jugendweltmeisterschaften in Marrakesch mit einer Weite von 6,08 m den achten Platz belegte. 2008 gewann sie dann bei den Juniorenweltmeisterschaften in Bydgoszcz mit 6,46 m die Silbermedaille und im Jahr darauf gewann sie bei den U23-Europameisterschaften in Kaunas mit windunterstützten 6,76 m die Silbermedaille hinter der Deutschen Melanie Bauschke. Zuvor nahm sie im Dreisprung an den Halleneuropameisterschaften in Turin teil, schied dort aber mit 13,60 m in der Qualifikation aus. Im Weitsprung nahm sie im Sommer erstmals an den Weltmeisterschaften in Berlin teil und erreichte dort mit 6,29 m Rang zehn. Im Jahr darauf wurde sie dann bei den Europameisterschaften in Barcelona mit einem Sprung auf 6,75 m Sechste, wie auch bei den Halleneuropameisterschaften 2011 in Paris mit 6,55 m. Anschließend belegte sie bei den U23-Europameisterschaften in Ostrava mit windassistierten 6,54 m den sechsten Platz. Bei den Weltmeisterschaften in Daegu wurde sie ursprünglich mit 6,74 m Vierte. Bei ihrem besten Versuch hinterließ aber ihr Pferdeschwanz einen Abdruck im Sand, wodurch die mögliche Weite von 6,90 m, die für die Goldmedaille gereicht hätte, wesentlich kürzer gemessen wurde. Aufgrund der späteren Disqualifikation der Zweitplatzierten Russin Olga Kutscherenko im Jahr 2017, rückte Mirontschyk-Iwanowa auf den Bronzerang vor.
2012 belegte sie bei den Hallenweltmeisterschaften in Istanbul mit 6,64 m den fünften Platz und qualifizierte sich zudem erstmals für die Teilnahme an den Olympischen Spielen in London, bei denen sie auch das Finale erreichte. Bei einem nachträglichen Test der Dopingprobe wurde sie 2016 positiv auf Turinabol getestet und vom IOC disqualifiziert sowie ihre Resultate nach den Spielen bis 2013 annulliert. 2015 schied sie bei den Halleneuropameisterschaften in Prag mit 6,50 m in der Qualifikation aus und im Sommer gelangte sie bei den Weltmeisterschaften in Peking bis in das Finale und belegte dort mit 6,66 m Rang neun. Auch bei den Hallenweltmeisterschaften 2016 in Portland wurde sie mit einer Weite von 6,56 m Neunte. Anschließend wurde sie aufgrund ihrer positiven Dopingprobe bis Juni 2018 gesperrt.
Nach Ablauf der Sperre nahm sie 2018 an den Europameisterschaften in Berlin teil und belegte dort mit 6,58 m den fünften Platz. Im Jahr darauf gewann sie dann bei den Halleneuropameisterschaften in Glasgow mit 6,93 m die Silbermedaille hinter der Serbin Ivana Španović. Ende Juni gewann sie dann bei den Europaspielen im heimischen Minsk mit 6,76 m die Silbermedaille hinter der Russin Jelena Sokolowa und qualifizierte sich auch ein weiteres Mal für die Weltmeisterschaften in Doha, bei denen sie mit 6,76 m im Finale den fünften Platz belegte. 2020 siegte sie beim Gyulai István Memorial mit 6,77 m und anschließend auch beim Meeting Pro Athlé Tour de Marseille und beim P-T-S Meeting mit 6,70 m. Sie siegte auch bei der Golden-Roof-Challenge in Innsbruck und sprang dort auf 6,94 m und stellte damit eine Weltjahresbestleistung auf. 2021 verpasste sie dann bei den Halleneuropameisterschaften in Toruń mit 6,72 m die Bronzemedaille um lediglich drei Zentimeter. Mitte Juni siegte sie mit 6,79 m bei der Filothei Women Gala und wurde dann bei den Bislett Games mit 6,72 m Dritte, ehe sie bei den Olympischen Sommerspielen in Tokio mit 6,55 m in der Qualifikation ausschied.
In den Jahren 2012, 2015 und von 2018 bis 2021 wurde Mirontschyk-Iwanowa belarussische Meisterin im Weitsprung im Freien sowie 2015 und 2016 sowie von 2019 bis 2022 auch in der Halle. Zudem wurde sie 2011 Hallenmeisterin im Dreisprung.

## Persönliche Bestleistungen
- Weitsprung: 7,08 m (+1,9 m/s), 12. Juni 2012 in Minsk
  - Weitsprung (Halle): 6,93 m, 3. März 2019 in Glasgow
- Dreisprung: 14,29 m (+1,9 m/s), 4. Juni 2011 in Minsk
  - Dreisprung (Halle): 14,00 m, 12. Februar 2011 in Mahiljou